# No Ordinary Love
"No Ordinary Love" is een nummer van de Britse band Sade. Het nummer werd uitgebracht op hun album Love Deluxe uit 1992. Op 28 september van dat jaar werd het nummer uitgebracht als de eerste single van het album.

## Achtergrond
"No Ordinary Love" is geschreven en geproduceerd door zangeres Sade en gitarist Stuart Matthewman en geproduceerd door de band in samenwerking met Mike Pela. Het nummer werd een hit in diverse landen: in het Verenigd Koninkrijk bereikte het oorspronkelijk plaats 26 in de hitlijsten, terwijl in de Amerikaanse Billboard Hot 100 plaats 28 werd gehaald. In Nederland kwam het respectievelijk tot plaats 19 en 26 in de Top 40 en de Nationale Top 100 en in Vlaanderen werd plaats 37 in de voorloper van de Ultratop 50 behaald. Nadat het in 1993 werd gebruikt in de film Indecent Proposal, kwam de single opnieuw uit; ditmaal bereikte het de veertiende plaats in het Verenigd Koninkrijk.
In 1994 ontving de groep een Grammy Award voor "No Ordinary Love" in de categorie Best R&B Performance by a Duo or Group with Vocals. In de videoclip van het nummer, geregisseerd door Sophie Muller, is zangeres Sade te zien als zeemeermin en als bruid. Het nummer is gecoverd door onder meer Deftones en Richard Marx. Daarnaast kwam het voor in de televisieseries Days of Our Lives, 30 Rock en American Dad! en in de trailer van de film Good Boys.

## Hitnoteringen

### Nederlandse Top 40
| Hitnotering: 31-10-1992 t/m 28-11-1992 | Hitnotering: 31-10-1992 t/m 28-11-1992 | Hitnotering: 31-10-1992 t/m 28-11-1992 | Hitnotering: 31-10-1992 t/m 28-11-1992 | Hitnotering: 31-10-1992 t/m 28-11-1992 | Hitnotering: 31-10-1992 t/m 28-11-1992 | Hitnotering: 31-10-1992 t/m 28-11-1992 |
| Week                                   | 1                                      | 2                                      | 3                                      | 4                                      | 5                                      |                                        |
| -------------------------------------- | -------------------------------------- | -------------------------------------- | -------------------------------------- | -------------------------------------- | -------------------------------------- | -------------------------------------- |
| Positie                                | 30                                     | 23                                     | 19                                     | 20                                     | 33                                     | uit                                    |

### Nationale Top 100
| Hitnotering: 17-10-1992 t/m 12-12-1992 | Hitnotering: 17-10-1992 t/m 12-12-1992 | Hitnotering: 17-10-1992 t/m 12-12-1992 | Hitnotering: 17-10-1992 t/m 12-12-1992 | Hitnotering: 17-10-1992 t/m 12-12-1992 | Hitnotering: 17-10-1992 t/m 12-12-1992 | Hitnotering: 17-10-1992 t/m 12-12-1992 | Hitnotering: 17-10-1992 t/m 12-12-1992 | Hitnotering: 17-10-1992 t/m 12-12-1992 | Hitnotering: 17-10-1992 t/m 12-12-1992 | Hitnotering: 17-10-1992 t/m 12-12-1992 |
| Week                                   | 1                                      | 2                                      | 3                                      | 4                                      | 5                                      | 6                                      | 7                                      | 8                                      | 9                                      |                                        |
| -------------------------------------- | -------------------------------------- | -------------------------------------- | -------------------------------------- | -------------------------------------- | -------------------------------------- | -------------------------------------- | -------------------------------------- | -------------------------------------- | -------------------------------------- | -------------------------------------- |
| Positie                                | 93                                     | 73                                     | 61                                     | 36                                     | 30                                     | 26                                     | 35                                     | 45                                     | 69                                     | uit                                    |

### NPO Radio 2 Top 2000
| Nummer met noteringen in de NPO Radio 2 Top 2000 | '00  | '01 | '02  | '03  | '04  | '05-'08 | '09  | '10  | '11  | '12  | '13  | '14  | '15  | '16  | '17  |
| ------------------------------------------------ | ---- | --- | ---- | ---- | ---- | ------- | ---- | ---- | ---- | ---- | ---- | ---- | ---- | ---- | ---- |
| No Ordinary Love                                 | 1621 | -   | 1302 | 1490 | 1808 | -       | 1852 | 1760 | 1589 | 1670 | 1803 | 1351 | 1656 | 1616 | 1563 |

1. ↑  Een '-' betekent dat het nummer niet was genoteerd en een vetgedrukt getal geeft de hoogste notering aan.
2. ↑  2000 was het eerste jaar met een notering voor dit nummer.
3. ↑  Deze tabel is bijgewerkt tot en met de laatste editie (2024).